# Ева Оллівієр
Ева Оллівієр (швед. Ewa Olliwier, 13 січня 1904 — 7 серпня 1955) — шведська стрибунка у воду.
Призерка Олімпійських Ігор 1920 року, учасниця 1924 року.
Призерка Чемпіонату Європи з водних видів спорту 1927 року.